# Dommarie-Eulmont
Dommarie-Eulmont – miejscowość i gmina we Francji, w regionie Grand Est, w departamencie Meurthe i Mozela.
Według danych na rok 1990 gminę zamieszkiwało 75 osób, a gęstość zaludnienia wynosiła 14 osób/km² (wśród 2335 gmin Lotaryngii Dommarie-Eulmont plasuje się na 970. miejscu pod względem liczby ludności, natomiast pod względem powierzchni na miejscu 978.).